# Farnborough F.C.
Farnborough Football Club (pod nazwą Farnborough Town FC do 2007 roku) jest angielskim klubem piłkarskim grającym obecnie w Southern Football League Premier Division. Stadion na którym rozgrywają mecze nosi nazwę Cherrywood Road w Farnborough, Hampshire. Podstawowymi kolorami jest żółty i niebieski.

## Farnborough Town FC
Farnborough ma bogatą przeszłość jeśli chodzi o sport. Rozgrywki krykieta mają tu miejsce od połowy XVIII wieku, a współczesną piłka nożna od połowy XIX wieku, jednak długo nie było w tym mieście sformowanego klubu sportowego.
Farnborough F.C., został formalnie założony w 1968 (pod nazwą Farnborough Town FC od roku 1968 do maja 2007 r.). Brali udział w pierwszym meczu FA Cup transmitowanym w telewizji Sky Sports, który wygrali 4-3 z zespołem Torquay United F.C. w grudniu 1991.
Farnborough Town FC krajową uwagę skupił na sobie w styczniu 2003 roku, gdy zostali wylosowani do gry przeciwko mistrzom Angielskiej Premiership Arsenal F.C. w czwartej rundzie Pucharu Anglii – FA Cup. Pomimo wylosowania gry na własnym stadionie ówczesny prezes Graham Westley zdecydował (podobno „ze względów bezpieczeństwa”, a nieoficjalnie mówiło się o zamiarze pogrążenia w długach klubu z Farnborough) o przeniesieniu meczu na stadion Arsenalu Highbury; Zespół Farnborough przegrał 5-1.

## Likwidacja i formacja nowego klubu
Po ogłoszeniu przejścia pod zarząd komisaryczny klubowi odjęto 10 punktów w sezonie 2006-07. Mimo tego zespół zakończył ten sezon na bardzo dobrym 11. miejscu w rozgrywkach angielskiej Conference South. W końcu jednak Farnborough Town F.C. znalazło się na skraju bankructwa i po ogłoszeniu likwidacji w maju 2007, na miejscu starego klubu sformowano klub o nazwie wybranej przez kibiców – Farnborough F.C. Nowy klub rozpoczął sezon 2007-2008 w angielskiej Southern League Division One South & West.

## Farnborough FC
Farnborough FC rozpoczął swoją historię od rozgrywek Southern League Division One South & West pod przewodnictwem Andy’ego Clementa i Steve’a Mossa (który później zrezygnował i został zastąpiony przez Iana Savage’a). Pierwszy oficjalny ligowy mecz Farnborough był wyjazdem do nieopodal leżącego miasteczka Godalming, gdzie zespół został podjęty przez miejscowy Godalming Town FC. Mecz w którym po lobie Raya Spence’a i dwóch golach Roba Saundersa 'Boro prowadzili 3-0 po pierwszej połowie, zakończył się remisem 3-3 przy drugiej połowie rozgrywanej w „ścianie deszczu”.
Jednym z najjaśniejszych momentów w swojej krótkiej, jak na razie, historii było pokonanie lokalnych rywali – zespołu Fleet Town FC 5-1, gwiazda ‘Boro’s Rob Saunders ustrzelił hattricka.
Farnborough w sezonie 2007-2008 wywalczyło mistrzostwo swojej ligi pieczętując je remisem 1-1 na Cherrywood Road z zespołem Windsor & Eton FC na kilka kolejek przed końcem sezonu, jednocześnie zapewniając sobie awans do ligi Zamaretto Premier League. Jedynego gola w tym meczu dla The Boro zdobył kapitan zespołu Paul Harkness. W tym sezonie zespół dotarł także do finału pucharu hrabstwa Hampshire(Hampshire Senior Cup), w którym uległ zespołowi Basingstoke Town 1-0.
Po awansie, sezon 2008/2009 dla beniaminka z Farnborough przebiegał bardzo dobrze. Klub plasował się w czołówce tabeli, ostatecznie zajmując drugie miejsce tuż za zespołem Corby Town. W play-off o awans do Conference South Farnborough przegrało z Gloucester City 1-0 i pożegnało się z nadziejami na awans.
Sezon 2009/2010 Zamaretto Southern Premier League przebiegał pod dyktando Farnborough F.C. Zespół od samego początku okupował pierwsze miejsce tabeli ligi. W końcu 17.04.2010 roku pieczętując na kilka kolejek przed końcem sezonu mistrzostwo ligi jednocześnie wywalczając awans do Conference South. Farnborough zakończyło sezon z imponującym dorobkiem 93 punktów, wygrywając 28 razy, a przegrywając zaledwie pięciokrotnie w 42 meczach sezonu.

## Historia
Jako Farnborough Town FC
- 1975–76 – F.A. Vase poł-finalista
- 1976–77 – Dołączenie do Athenian League Division Two. Athenian League Division Two Champions. F.A. Vase semi-finalists
- 1977–78 – Dołączenie do Isthmian League Division Two
- 1978–79 – Isthmian League Division Two – Zwycięzca; awans do Division One
- 1984–85 – Isthmian League Division One – Zwycięzca; awans do Premier Division
- 1988–89 – Isthmian League – Drugie m-ce; awans do Conference
- 1989–90 – przedostatnie miejsce w Conference; relegacja do Southern League Premier Division
- 1990–91 – Southern League – Zwycięzca; awans do Conference
- 1992–93 – miejsce drugie od końca w Conference (ponownie); relegacja z powrotem do Southern League Premier Division
- 1993–94 – Southern League – Zwycięzca (po raz drugi); awans do Conference
- 1998–99 – Ostatnie miejsce – Conference; relegacja do Isthmian League Premier Division
- 2000–01 – Isthmian League – Zwycięzca; promocja do Conference
- 2001–02 – 2004–05 gra w Nationwide National Conference
- 2004–05 – Spadek do Conference South(Southern League)

Jako Farnborough FC
- 2007–08 – Southern League Div 1 South & West – Zwycięzca, awans do Southern Premier League
- 2008–09 – Southern Premier League – 2. miejsce, przegrana w finale baraży o awans do Conference South
- 2009–10 – Southern Premier League – awans do Conference South

## Rekordy
Jako Farnborough Town FC
- Najlepsza pozycja w ligach Angielskich: 5th w Football Conference (poziom 5 w angielskim systemie rozgrywek piłkarskich), 1991–92
- Największy sukces w Pucharze Anglii FA Cup: Czwarta Runda 2003–04
- Największy sukces w FA Trophy: Ćwierć-finały, 1991–92 i 2002–03
- Największy sukces w FA Vase: Pół-finały, 1975–76 i 1976–77

Jako Farnborough FC
- Najlepsza pozycja w ligach Angielskich: 2. miejsce Southern Premier League (poziom 7 w angielskim systemie rozgrywek piłkarskich), 2008–09
- Największy sukces w Pucharze Anglii FA Cup: Pierwsza runda kwalifikacyjna 2007-08
- Największy sukces w FA Trophy: Druga runda kwalifikacyjna, 2007-08
- Największy sukces w Hampshire Senior Cup: Finał, 2007-08

## System Ligowy – Anglia
- System Ligowy Piłki Nożnej w Anglii